# Anatolij Kartašov
Anatolij Nikolaevič Kartašov (in russo Анатолий Николаевич Карташов?; Mosca, 5 maggio 1937 – 17 gennaio 2005) è stato un pallanuotista sovietico, vincitore di una medaglia d'argento all'olimpiade di Roma 1960.